# Gornji Draganec
Gornji Draganec falu Horvátországban Belovár-Bilogora megyében. Közigazgatásilag Csázmához tartozik.

## Fekvése
Belovártól légvonalban 20, közúton 26 km-re délnyugatra, községközpontjától 5 km-re északkeletre, Csázma és Vagovina között fekszik.

## Története
Draganec temploma az írott források tanúsága szerint már a középkorban állt. 1334-ben Ivan gorai főesperes a zágrábi püspökséghez tartozó plébániák között sorolja fel „primo ecclesia beate virginis de Chasma” alakban, mint a Csázma városán kívül, a mezőn („in campo”) található plébániát. 1347-ben a csázmai földeknél levő plébániaként („condam Dragani” néven) említik, majd 1444-ben, 1499-ben, 1501-ben, 1512-ben, 1513-ban, 1520-ban is szerepel írásos dokumentumokban. Templomát Szűz Mária tiszteletére szentelték és mindvégig a csázmai főesperességhez tartozott. A térséget 1552 körül szállta meg a török, ekkor semmisült meg a középkori templom is.
A mai falu a török kiűzése után a 17. században betelepített falvak közé tartozik. A plébániatemplomot Petar Petretić püspöksége idejében (1648-1667) építették újjá. Írásos forrásban 1664-szerepel először, amikor Marko Szalaić volt a plébánosa. 1669-ben felépítették az új plébániaházat is. Az akkor még egységes Draganec település 1774-ben az első katonai felmérés térképén „Dorf Draganecz” néven szerepel. A Horvát határőrvidék részeként a Kőrösi ezredhez tartozott. Lipszky János 1808-ban Budán kiadott repertóriumában „Draganecz” neve. Nagy Lajos 1829-ben kiadott művében ugyancsak „Draganecz” néven 12 házzal, 69 katolikus vallású lakossal találjuk. A település 1809 és 1813 között francia uralom alatt állt.
A katonai közigazgatás megszüntetése után Magyar Királyságon belül Horvátország része, Belovár-Kőrös vármegye Csázmai járásának része lett. A településnek 1857-ben 84, 1910-ben 183 lakosa volt. 1918-ban az új szerb-horvát-szlovén állam, majd később Jugoszlávia része lett. 1941 és 1945 között a németbarát Független Horvát Államhoz, majd a háború után a szocialista Jugoszláviához tartozott. 1991-től a független Horvátország része. 1991-ben csaknem teljes lakossága (97%) horvát volt. A délszláv háború idején mindvégig horvát kézen maradt. 2011-ben 352 lakosa volt, akik főként mezőgazdaságból éltek.

## Lakossága
| Lakosság változása | Lakosság változása | Lakosság változása | Lakosság változása | Lakosság változása | Lakosság változása | Lakosság változása | Lakosság változása | Lakosság változása | Lakosság változása | Lakosság változása | Lakosság változása | Lakosság változása | Lakosság változása | Lakosság változása | Lakosság változása |
| ------------------ | ------------------ | ------------------ | ------------------ | ------------------ | ------------------ | ------------------ | ------------------ | ------------------ | ------------------ | ------------------ | ------------------ | ------------------ | ------------------ | ------------------ | ------------------ |
| 1857               | 1869               | 1880               | 1890               | 1900               | 1910               | 1921               | 1931               | 1948               | 1953               | 1961               | 1971               | 1981               | 1991               | 2001               | 2011               |
| 84                 | 0                  | 0                  | 97                 | 138                | 183                | 216                | 253                | 344                | 372                | 358                | 352                | 357                | 355                | 393                | 352                |

(1857-ben Draganec Novi néven, 1869-ben és 1880-ban lakosságát az egységes Draganechez számították.)

## Nevezetességei
A Sarlós boldogasszony tiszteletére szentelt római katolikus plébániatemploma 1876-ban épült a 17. századi templom helyén, melyet rossz állapota miatt és mivel kicsinek is bizonyult előzőleg lebontottak. Az építés Vitković plébános idejében 1875-ben kezdődött, aki időközben elhunyt és a következő évben már az új plébános Marko Kolarić fejezte be. Felszentelése 1876. december 8-án történt. A templom Gornji Draganec központjában egy üres térség közepén áll, tájolása majdnem pontosan nyugat-keleti irányú. A szentély a középkori templomok tájolásának megfelelően kelet felé néz, a nyugati homlokzat felett áll a 30 méter magas harangtorony. Négy regiszteres orgonáját 1910-ben építették Mijo Heferer mester zágrábi műhelyében. A templomot belül 1942-ben festette ki Josip Podolšek. Négy oltára van, melyből a szentélyben álló főoltáron Mária látogatása Erzsébetnél, népies magyar nevén a Sarlós boldogasszony képe látható. Mellette két oldalt Szent Péter és Szent Pál apostolok szobrai állnak. Az oltár a templom építése idejében 1876-ban készült historizáló stílusban. A bal oldalon a Szentháromság 18. századi oltára áll Szent Flórián és Szent László szobraival. A jobb oldali mellékoltár Remete Szent Antalnak van szentelve, szintén 18. századi alkotás két női szent, Szent Notburga és Szent Apollónia szobraival. A bejáratnál áll a Fájdalmas Szűzanya oltára a Szent Sírral, Marija Gessner 1877-ben festett oltárképével. Oltárait 1996-ban Franjo Matešin festőművész teljesen felújította. A hajó jobb oldalán egy 1766-ban készített, fából faragott nagyon szép barokk szószék látható. A négy evangélista szobrai mellett Jézust, Szent Pétert, Keresztelő Szent Jánost és a tíz parancsolatot ábrázoló domborművek díszítik, legfelül pedig Mózes szobra látható. A harangtoronyban három harang található. Festett üvegablakait 2002-2003-ban cserélték. A plébániát legkésőbb a 14. században alapították, ma Gornji Draganec, Donji Draganec, Bojana Brdo, Komuševci, Sišćani, Vagovina és Zdenčec települések mintegy 1700 hívővel tartoznak hozzá.

## Sport
Az NK Draganec labdarúgócsapata a megyei első osztályban szerepel.